# Trên đường đến với Lenin
Trên đường đến với Lenin (tiếng Đức: Unterwegs zu Lenin, tiếng Nga: На пути к Ленину) là một bộ phim của đạo diễn Günter Reisch, ra mắt lần đầu năm 1969. Truyện phim dựa theo cuốn hồi ký của nhà văn Alfred Kurella.